# Dagzê
Dagzê (em tibetano: སྟག་རྩེ་རྫོང་; em chinês simplificado: 达孜县) é um condado da cidade de Lassa, capital da região autônoma do Tibete, na China. Localiza-se a leste da região central da cidade. É o segundo menor condado de Lassa, com 729 km², e população pouco superior aos 34.000 habitantes. 